# Lorīnī
Lorīnī (persiska: لرینی, Lorīnī-ye Ājūdānī) är en ort i Iran.   Den ligger i provinsen Kermanshah, i den västra delen av landet, 500 km väster om huvudstaden Teheran. Lorīnī ligger 1 430 meter över havet och antalet invånare är 330.
Terrängen runt Lorīnī är huvudsakligen kuperad, men söderut är den platt.Runt Lorīnī är det ganska tätbefolkat, med 60 invånare per kvadratkilometer. Närmaste större samhälle är Eslāmābād-e Gharb, 7,1 km sydväst om Lorīnī. Omgivningarna runt Lorīnī är i huvudsak ett öppet busklandskap.